# Zushi
Zushi (jap. 逗子市 Zushi-shi) – miasto w Japonii, w prefekturze Kanagawa, na wyspie Honsiu.

## Położenie
Miasto leży na półwyspie Miura nad brzegami zatoki Sagami. Port rybacki. Graniczy z:
- Yokosuką
- Kamakurą
- Kanazawą
- Hayamą

## Historia
1 kwietnia 1889 roku, w wyniku połączenia mniejszych wsi, w powiecie Miura powstała wioska Tagoe (jap. 田越村 Tagoe-mura). 1 kwietnia 1913 roku wioska zdobyła status miasteczka (町) i została przemianowana na Zushi. 1 kwietnia 1943 roku miasteczko zostało włączone do miasta Yokosuka. 1 lipca 1950 Zushi zostało oddzieliło się z miasta jako osobne miasteczko. 15 kwietnia 1954 roku Zushi zdobyło status miasta.

## Populacja
Zmiany w populacji Zushi w latach 1970–2015:
| Rok  | Populacja |
| ---- | --------- |
| 1970 | 48 242    |
| 1975 | 56 298    |
| 1980 | 58 479    |
| 1985 | 57 656    |
| 1990 | 56 704    |
| 1995 | 56 578    |
| 2000 | 57 281    |
| 2005 | 58 033    |
| 2010 | 58 302    |
| 2015 | 57 425    |